# Micraspis lineola
Micraspis lineola är en skalbaggsart som först beskrevs av Fabricius 1775.  Micraspis lineola ingår i släktet Micraspis och familjen nyckelpigor. Inga underarter finns listade i Catalogue of Life.

## Bildgalleri

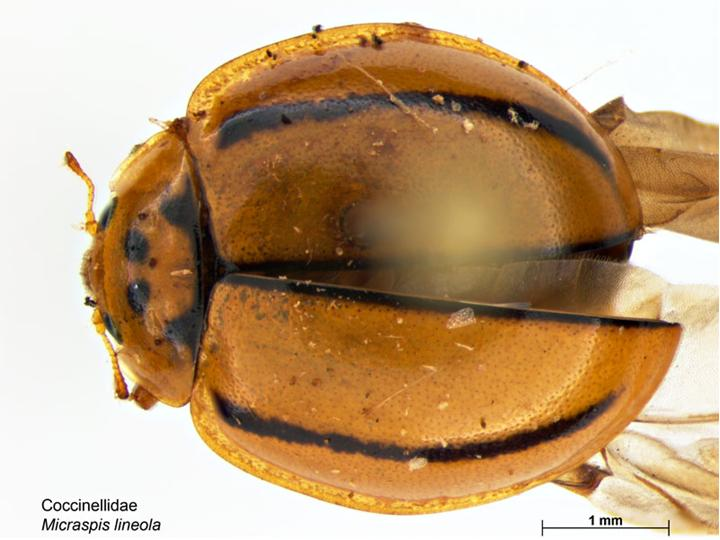